# Ali Fathy
Ali Fathy (født 2. januar 1992) er en egyptisk professionel fodboldspiller. Han spiller for Egypten. Han deltog under Sommer-OL 2012.